# Mimochroa albifrons
Mimochroa albifrons là một loài bướm đêm trong họ Geometridae.